# دوهرم

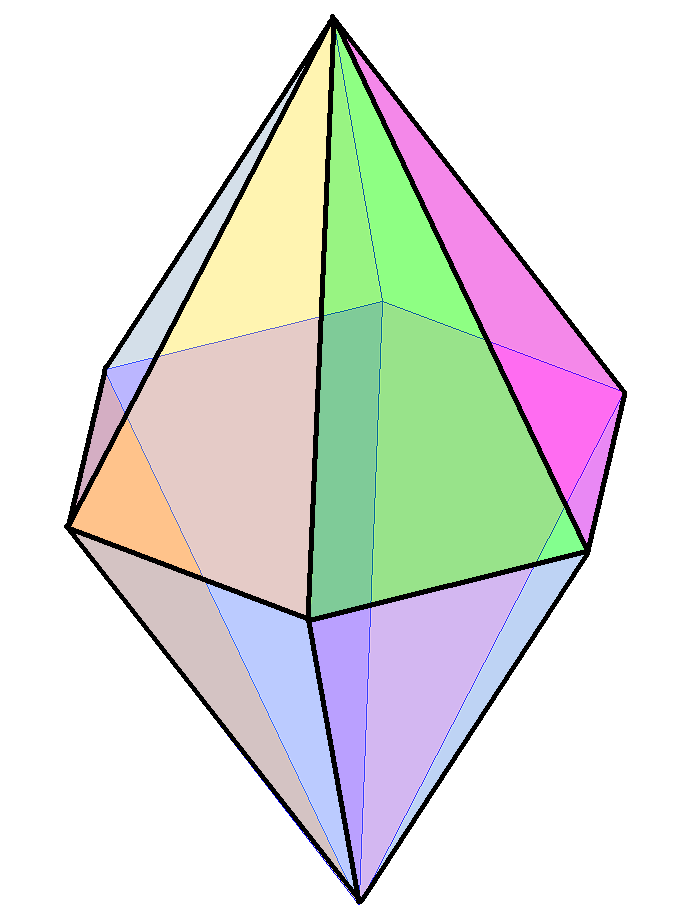
دوهرم شش‌گوش

در ریاضیات به شکلی از دو هرم با قاعدهٔ مشترک دوهِرَم (انگلیسی: Bipyramid) یا هرم مضاعف می‌گویند.

## در زمین‌شناسی
در زمین‌شناسی، دوهرم یک شکل بلوری بسته است که از دو هرم تشکیل شده که بطوری منظم پشت سر هم قرار گرفته‌اند که به شکل تصویر آیینه‌ای در عرض یک سطح تقارن به نظر می‌رسند.
انواع:
- دوهرم سه‌گوش trigonal dipyramid: دیسهٔ بلوری شش‌وجهی که وجوه آن به‌طور آرمانی مثلث‌های متساوی‌الساقین است و از دو هرم سه‌گوش که در راستای صفحهٔ آینه‌ای تکرار می‌شود تشکیل می‌شود.
- دوهرم چهارگوش tetragonal dipyramid: دیسهٔ بلوری با هشت وجه دارای دو هرم چهارگوش که در راستای صفحهٔ آینه‌ای تکرار می‌شوند.
- دوهرم شش‌گوش hexagonal dipyramid: دیسهٔ بلوری با دوازده وجه دارای دو هرم شش‌گوش که در راستای یک صفحهٔ آینه‌ای عمود بر محور شش‌تایه (sixfold) تکرار می‌شوند.
- دوهرم دوسه‌گوش ditrigonal dipyramid: دوهرم دوازده‌وجهی که در آن هر برشِ عمود بر محور تقارن سه‌تایه (threefold) یا شش‌تایه (sixfold)، دوسه‌گوش است.
- دوهرم دوچهارگوش ditetragonal dipyramid: یک دوهرم شانزده‌وجهی که در آن هر برش عمود بر محور چهارتایه (fourfold)، دوچهارگوش است.
- دوهرم دوشش‌گوش dihexagonal dipyramid: دیسهٔ بلوری شامل یک دوهرم بیست‌وچهاروجهی که در آن هر برش عمود بر محور شش‌تایه (sixfold)، دوشش‌گوش است.